# Lohja järv
Lohja järv är en sjö i Estland.   Den ligger i landskapet Harjumaa, i den centrala delen av landet, 50 km öster om huvudstaden Tallinn. Lohja järv ligger 8 meter över havet. Arean är 0,32 kvadratkilometer. I omgivningarna runt Lohja järv växer i huvudsak blandskog. Den sträcker sig 0,9 kilometer i nord-sydlig riktning, och 0,7 kilometer i öst-västlig riktning.